# Góra Krzyżowa (Góry Złote)
Góra Krzyżowa (Kalwaria, Pustelnik, niem. Kreuzberg) − szczyt o wysokości 485 m n.p.m. w Sudetach Wschodnich, w Górach Złotych. Jego wybitność wynosi 223 m.

## Topografia
Górę porasta las mieszany. Na północnym zboczu góry znajduje się miejscowość Humel. Szczyt góry zajmuje kaplica św. Anny. Niedaleko szczytu swój początek ma potok Świda.

## Historia
W 1731 roku Siegmund Kehler na szczycie góry wybudował kaplicę. W 1856 roku wokół góry ustawiono kamienne stacje drogi krzyżowej. Wtedy szczyt zaczęto nazywać Górą Krzyżową lub Kalwarią. W latach 1920–1944 na szczycie mieszkał pustelnik Robert Domsch. Stąd wywodzi się trzecia nazwa szczytu.